# Übergangsmoor in der Wittenhorster Heide
Koordinaten: 51° 45′ 50″ N, 6° 30′ 46″ O
Übergangsmoor in der Wittenhorster Heide ist ein Naturschutzgebiet auf dem Gebiet der Stadt Rees im Ortsteil Haldern im Kreis Kleve in Nordrhein-Westfalen.

## Bedeutung
Das Naturschutzgebiet Übergangsmoor in der Wittenhorster Heide liegt östlich von Rees an der Grenze zum Kreis Wesel und wurde im Jahr 1992 ausgewiesen. Mit einer Größe von 9,1 ha ist es das kleinste vom Naturschutzzentrum Kleve betreute Gebiet.
Kennzeichnende Landschaftselemente sind hier Wald, Magerweiden und ein sehr kleinflächig ausgebildetes Übergangsmoor. Doch trotz seiner geringen Größe finden sich gerade hier einige floristische Seltenheiten des Kreises Kleve. Auf dem Moorkörper wachsen eine Reihe zum Teil stark gefährdeter Arten wie die Rosmarinheide (Andromeda polifolia), die Schlamm-Segge (Carex limosa), der Rundblättrige Sonnentau (Drosera rotundifolia), das Schmalblättrige Wollgras (Eriophorum angustifolium) oder der Fieberklee (Menyanthes trifoliata).
Im Norden des Naturschutzgebietes wird eine Magerweide einen Großteil des Jahres von zwei Tiroler-Grauvieh-Rindern beweidet, um den Kräuterreichtum zu erhalten. Zu den typischen Arten zählen der kleine Sauerampfer (Rumex acetosella), das Kleine Habichtskraut (Hieracium pilosella) und die Sandsegge (Carex arenaria).
Der größte Teil des Naturschutzgebietes wird von Wald bedeckt, der nicht mehr wirtschaftlich genutzt wird. Ein großer Totholzanteil und alte Bäume bieten durch Höhlen Arten wie der Fransenfledermaus (Myotis nattereri), Abendseglern und der Zwergfledermaus (Pipistrellus pipistrellus) einen wichtigen Rückzugsort.

## Schutzziel
Die Schutzausweisung dient der Erhaltung von Lebensgemeinschaften und Lebensstätten wildlebender Pflanzen und wildlebender Tierarten, der Erhaltung des nährstoffarmen Übergangsmoores sowie der bewaldeten Binnendüne, insbesondere aus erdgeschichtlichen und landeskundlichen Gründen.
Das Vorkommen der Gefleckten Heidelibelle ist eines der größten im Bereich des unteren Niederrheins. Neben der im Gebiet vorkommenden Artenvielfalt an Pflanzen der Rote Liste Arten, ist das Gebiet insbesondere wertvoll für Amphibien, Wasserinsekten, Libellen und gefährdete Pflanzengesellschaften.
Das Schutzgebiet ist gefährdet durch Grundwasserabsenkungen, Eutrophierung und Verbuschung als unerwünschte Sukzession.
Schutzziele und Maßnahmen sind die Schaffung ausreichend großer Pufferzonen zur Vermeidung bzw. Minimierung von Nährstoffeinträgen durch langfristige Extensivierung der landwirtschaftlichen Nutzflächen, die Ergänzung des vorhandenen Waldbestandes um einen Waldmantel und die Vermeidung von Verbuschungen, durch die regelmäßige Beseitigung von Gehölzen.